# محوطه شاهرخ‌آباد ۳
محوطه شاهرخ‌آباد ۳ مربوط به دوره هخامنشی است و در شهرستان کرمانشاه، بخش مرکزی، دهستان میان دربند، ۲۵۰ متری جنوب شرق روستای شاهرخ‌آباد واقع شده و این اثر در تاریخ ۷ خرداد ۱۳۸۷ با شمارهٔ ثبت ۲۲۸۲۹ به‌عنوان یکی از آثار ملی ایران به ثبت رسیده است.